# Rugby à XV en Tunisie
Le rugby à XV est un sport mineur au sein du paysage sportif tunisien. En effet, les Tunisiens vouent une véritable passion pour le football, discipline dans laquelle ils évoluent au plus haut niveau africain durant de nombreuses années. 
Début 2011, la Tunisie compte près de 16 218 licenciés réunis au sein de 74 clubs.
L'équipe de Tunisie n'a jamais participé à la phase finale de la coupe du monde. Elle est considérée comme une équipe de troisième ordre, selon le classement actuel établi par World Rugby, intégrant toutefois les trente premières places. 

## Histoire
Le rugby à XV en Tunisie n'est pas historiquement un sport populaire. Cependant, c'est un sport solidement implanté.

### Rugby avant 1956
Le rugby à XV est apparu en Tunisie en 1902, à l'occasion d'une rencontre qui a opposé l'Association sportive de l'École coloniale d'agriculture de Tunis, la future Agricolos, et l'Association des anciens du lycée Alaoui. La première équipe civile créée officiellement est le Tunis-Stade Français qui voit le jour en février 1910 et qui est suivie par l'Agricolos et le Racing maritime de Bizerte, même si les Tunisiens autochtones n'ont jamais été attirés par ce sport avant l'indépendance.
La Ligue tunisienne de rugby est créée en 1922 et comprend alors cinq clubs : l'Agricolos, la Jeunesse sportive tunisoise, le Sporting Club de Ferryville, le Club sportif du travail et la Société nationale sportive. Le premier champion est l'Agricolos en 1920 avant que le Stade gaulois n'impose une domination sur le rugby tunisien et nord-africain pendant près d'une décennie[réf. nécessaire].

### Rugby depuis 1956
Avec le départ des Français, après l'indépendance du pays en 1956, le rugby disparaît du paysage et ce n'est que le 14 novembre 1970 qu'il renaît sous la direction de la Fédération tunisienne de rugby constituée du comité suivant :
- Président : Slaheddine Bali ;
- Vice-présidents : Moncef Zouhir et Jean Denis ;
- Secrétaire général : Abderrazak Ben Zakour ;
- Trésorier : Abdelkader Cheikh ;
- Membres : Mustapha Chenik, Farhat[Qui ?], Vessiaire[Qui ?] et Mohamed Boughenim.

On fait alors appel à plusieurs coopérants, essentiellement français, pour relancer ce sport. Le premier championnat est disputé en 1971-1972. Des personnalités telles que Tahar Belkhodja, Béchir Salem Belkhiria ou Bouraoui Rekaya favorisent la promotion du rugby dans tout le pays. L'introduction officielle du rugby en Tunisie est notamment l'œuvre de Belkhiria au début des années 1970, avec le soutien de la Fédération française de rugby, de l'International Rugby Board et d'une pléiade de spécialistes français (Francis Crespo, Patrick Rateaux, etc.) qui contribuent à initier les jeunes au rugby.
En 1972-1973, sur 250 licenciés, 90 sont Tunisiens et les principaux clubs sont des sections des grands clubs omnisports : Espérance sportive de Tunis, Club africain, Étoile sportive du Sahel, Stade tunisien, Club sportif sfaxien, etc. Même si certains gèlent leur section, d'autres clubs assurent la relève et permettent au rugby tunisien de s'illustrer sur le plan africain.

## Institution dirigeante
La Fédération tunisienne de rugby, fondée en 1972, a la charge d'organiser et de développer le rugby à XV en Tunisie. Elle regroupe les clubs, les associations, les sportifs, les entraîneurs et les arbitres pour contribuer à la pratique et au développement du rugby sur tout le territoire tunisien. La fédération gère également l'équipe de Tunisie de rugby à XV.
La fédération est membre de World Rugby depuis 1988.

## Compétitions
La Fédération tunisienne de rugby organise le championnat de Tunisie de rugby à XV et les matchs de coupe, ainsi que les matchs internationaux où sont engagées les équipes seniors, espoirs (moins de 20 ans), juniors (moins de 18 ans), cadets (moins de 17 ans) et féminines.
La compétition nationale comprend des équipes de seniors, de juniors, de cadets, de dames et un circuit de rugby à sept.
Toutes les équipes évoluant au sein de l'élite ont une équipe réserve et une école de rugby, ce qui est également le cas d'un nombre croissant de clubs.

## Équipe nationale
L'équipe de Tunisie de rugby à XV réunit une sélection des meilleurs joueurs tunisiens et participe aux compétitions internationales. Elle est quarantième sur 105 dans le classement World Rugby des équipes nationales en date du 27 mai 2019.